# ニユーバラツケー
ニユーバラツケーとは、日本のアングロアラブの競走馬、種牡馬。1950年秋・1951年春のアラブ東西対抗の勝ち馬である。

## 経歴
フランスからの輸入種牡馬バラツケーと、アングロアラブの若影の間に1947年に生まれる。1949年にデビュー。デビュー2戦は2着、3着とあと一歩及ばなかったが、3戦目で1着に入り、以後7連勝を含む9連続連対を果たす。1950年のアラブ東西対抗（春）で4着となり、いったん連勝・連対記録は途切れたが、その後は9連勝を含む11連対を記録。1950年秋と1951年春のアラブ東西対抗を連覇するなど、同じくバラツケー産駒のタマツバキの強力なライバルとして活躍した。通算36戦27勝。

## 引退後
現役を引退後、1952年から種牡馬となる。産駒からゴールドバンカー（アラブ大賞典3連覇など）、カツラバラツケー（第1回アラブ大賞典勝ち馬）、バラテスタ（1957年のアラブダービー勝ち馬）など、地方中央を問わず多くの活躍馬を送り出した。

## 血統表
| ニユーバラツケーの血統                    | ニユーバラツケーの血統    | ニユーバラツケーの血統 | （血統表の出典）         | （血統表の出典）         |
| 父系                                      | Eclipse系                 | Eclipse系              | Eclipse系                | [ § 2 ]                  |
| 父 アア *バラツケー Barraques 1927 黒鹿毛 | 父の父Comtat 1912 栗毛    | Vinicius               | Masque                   | Masque                   |
| 父 アア *バラツケー Barraques 1927 黒鹿毛 | 父の父Comtat 1912 栗毛    | Vinicius               | Wandora                  |                          |
| 父 アア *バラツケー Barraques 1927 黒鹿毛 | 父の父Comtat 1912 栗毛    | Contree                | Border Minstrel          | Border Minstrel          |
| 父 アア *バラツケー Barraques 1927 黒鹿毛 | 父の父Comtat 1912 栗毛    | Contree                | Region                   |                          |
| 父 アア *バラツケー Barraques 1927 黒鹿毛 | 父の母アア Titine 1919    | アラ Kerro             | アラ Farhan              | アラ Farhan              |
| 父 アア *バラツケー Barraques 1927 黒鹿毛 | 父の母アア Titine 1919    | アラ Kerro             | アラ Jahel               |                          |
| 父 アア *バラツケー Barraques 1927 黒鹿毛 | 父の母アア Titine 1919    | アア Bougiere          | アア Marat               | アア Marat               |
| 父 アア *バラツケー Barraques 1927 黒鹿毛 | 父の母アア Titine 1919    | アア Bougiere          | Boudeuse                 |                          |
| 母 アア 若影 1940 黒鹿毛                  | 母の父ワカマサ 1929 栗毛  | *トウルヌソル          | Gainsborough             | Gainsborough             |
| 母 アア 若影 1940 黒鹿毛                  | 母の父ワカマサ 1929 栗毛  | *トウルヌソル          | Soliste                  |                          |
| 母 アア 若影 1940 黒鹿毛                  | 母の父ワカマサ 1929 栗毛  | *種正                  | Junior                   | Junior                   |
| 母 アア 若影 1940 黒鹿毛                  | 母の父ワカマサ 1929 栗毛  | *種正                  | Enthusiast's Last        |                          |
| 母 アア 若影 1940 黒鹿毛                  | 母の母アア 影紀 1924 栗毛 | アラ *ワギー           | 不詳                     | 不詳                     |
| 母 アア 若影 1940 黒鹿毛                  | 母の母アア 影紀 1924 栗毛 | アラ *ワギー           | 不詳                     |                          |
| 母 アア 若影 1940 黒鹿毛                  | 母の母アア 影紀 1924 栗毛 | アア 影鶯              | アラ *オーバーヤン五ノ六 | アラ *オーバーヤン五ノ六 |
| 母 アア 若影 1940 黒鹿毛                  | 母の母アア 影紀 1924 栗毛 | アア 影鶯              | 第一エラ                 |                          |
| 母系(F-No.)                               | エラ系(FN:11-g)           | エラ系(FN:11-g)        | エラ系(FN:11-g)          | [ § 3 ]                  |
| 5代内の近親交配                           | 5代内アウトブリード       | 5代内アウトブリード    | 5代内アウトブリード      | [ § 4 ]                  |
| 出典                                      | 1. 2. 3. 4.               | 1. 2. 3. 4.            | 1. 2. 3. 4.              | 1. 2. 3. 4.              |

5代母・エラはサラブレッド。同牝系のアングロアラブにはワクセイ（1987年セイユウ記念）、サラブレッドにはスリーヨーク（1974年朝日チャレンジカップ、1976年金杯（西）、中日新聞杯）などがいる。